# فهرست استانداران ایران در دولت چهاردهم
این نوشتار، فهرست استانداران ایران در دولت چهاردهم (اکنون–۱۴۰۳) به ریاست‌جمهوری مسعود پزشکیان است.
به گفتهٔ اسکندر مؤمنی، وزیر کشور، گزینش استانداران مبنی بر گرایش‌های سیاسی نیست بلکه «مردم‌داری، توانمندی و کارآمدی» آن‌ها و «رفع مشکلات مردم» اولویت دارد.

## فهرست
| استان               | استاندار | استاندار                      | آغاز تصدی      | پایان تصدی  | منبع   |
| ------------------- | -------- | ----------------------------- | -------------- | ----------- | ------ |
| آذربایجان شرقی      |          | بهرام سرمست                   | ۸ مهر ۱۴۰۳     | در حال تصدی | [ ۲ ]  |
| آذربایجان غربی      |          | رضا ابراهیمی آغ‌اسمعیلی سرپرست | ۱ آبان ۱۴۰۳    | ۱۴ آذر ۱۴۰۳ | [ ۳ ]  |
| آذربایجان غربی      |          | رضا رحمانی                    | ۱۴ آذر ۱۴۰۳    | در حال تصدی | [ ۴ ]  |
| اردبیل              |          | مسعود امامی یگانه             | ۲۷ آبان ۱۴۰۳   | در حال تصدی | [ ۵ ]  |
| اصفهان              |          | مهدی جمالی‌نژاد                | ۲۴ مهر ۱۴۰۳    | در حال تصدی | [ ۶ ]  |
| البرز               |          | مجتبی عبداللهی                | از دولت قبلی   | در حال تصدی | [ ۷ ]  |
| ایلام               |          | احمد کرمی                     | ۱۶ آبان ۱۴۰۳   | در حال تصدی | [ ۸ ]  |
| بوشهر               |          | ارسلان زارع                   | ۱۳ آبان ۱۴۰۳   | در حال تصدی | [ ۹ ]  |
| تهران               |          | محمدصادق معتمدیان             | ۲۹ مهر ۱۴۰۳    | در حال تصدی | [ ۱۰ ] |
| چهارمحال و بختیاری  |          | جعفر مردانی                   | ۱۶ آبان ۱۴۰۳   | در حال تصدی | [ ۱۱ ] |
| خراسان جنوبی        |          | سید محمدرضا هاشمی             | ۳۰ آبان ۱۴۰۳   | در حال تصدی | [ ۱۲ ] |
| خراسان رضوی         |          | غلام‌حسین مظفری                | ۱۸ مهر ۱۴۰۳    | در حال تصدی | [ ۱۳ ] |
| خراسان شمالی        |          | بهمن نوری                     | ۶ آبان ۱۴۰۳    | در حال تصدی | [ ۱۴ ] |
| خوزستان             |          | سید محمدرضا موالی‌زاده         | ۲۹ مهر ۱۴۰۳    | در حال تصدی | [ ۱۵ ] |
| زنجان               |          | سید محسن صادقی                | ۳۰ آبان ۱۴۰۳   | در حال تصدی | [ ۱۶ ] |
| سمنان               |          | محمدجواد کولیوند              | ۴ آذر ۱۴۰۳     | در حال تصدی | [ ۱۷ ] |
| سیستان و بلوچستان   |          | منصور بیجار                   | ۹ آبان ۱۴۰۳    | در حال تصدی | [ ۱۸ ] |
| فارس                |          | حسینعلی امیری                 | ۱۸ مهر ۱۴۰۳    | در حال تصدی | [ ۱۹ ] |
| قزوین               |          | محمد نوذری                    | ۴ آذر ۱۴۰۳     | در حال تصدی | [ ۲۰ ] |
| قم                  |          | اکبر بهنام‌جو                  | ۲۹ مهر ۱۴۰۳    | در حال تصدی | [ ۲۱ ] |
| کردستان             |          | آرش زره‌تن                     | ۲۸ شهریور ۱۴۰۳ | در حال تصدی | [ ۲۲ ] |
| کرمان               |          | محمدعلی طالبی                 | ۲۰ آبان ۱۴۰۳   | در حال تصدی | [ ۲۳ ] |
| کرمانشاه            |          | منوچهر حبیبی                  | ۷ آذر ۱۴۰۳     | در حال تصدی | [ ۲۴ ] |
| کهگیلویه و بویراحمد |          | یدالله رحمانی                 | ۲۸ شهریور ۱۴۰۳ | در حال تصدی | [ ۲۲ ] |
| گلستان              |          | علی‌اصغر طهماسبی               | ۲۷ آبان ۱۴۰۳   | در حال تصدی | [ ۲۵ ] |
| گیلان               |          | هادی حق‌شناس                   | ۱۱ مهر ۱۴۰۳    | در حال تصدی | [ ۲۶ ] |
| لرستان              |          | سید سعید شاهرخی               | ۲۹ مهر ۱۴۰۳    | در حال تصدی | [ ۲۷ ] |
| مازندران            |          | مهدی یونسی رستمی              | ۴ آذر ۱۴۰۳     | در حال تصدی | [ ۲۸ ] |
| مرکزی               |          | مهدی زندیه وکیلی              | ۱۳ آبان ۱۴۰۳   | در حال تصدی | [ ۲۹ ] |
| هرمزگان             |          | محمد آشوری تازیانی            | ۱۱ آذر ۱۴۰۳    | در حال تصدی | [ ۳۰ ] |
| همدان               |          | حمید ملانوری شمسی             | ۸ مهر ۱۴۰۳     | در حال تصدی | [ ۳۱ ] |
| یزد                 |          | محمدرضا بابایی                | ۱۸ مهر ۱۴۰۳    | در حال تصدی | [ ۳۲ ] |